# Goed Goan
Goed Goan is een band uit de Nederlandse streek de Achterhoek. De nummers van Goed Goan worden gezongen in het Achterhoeks.
In de jaren tachtig werd de band Kabaal opgericht door Peter Visser en Bertus Modderkolk. Dit werd een rockband die veel covers zong van Normaal en Status Quo. Vooral in hun eigen regio traden ze vaak op. Ook speelt de band vaak in het voorprogramma voor Normaal. Toen voormalig sologitarist Jos Schroer bekendmaakte een andere muziekstijl te kiezen, werd deze na een tip vervangen door Martin Hoek. Vanwege diverse redenen stopte de band eind jaren 80.
In 1995 besloten Peter Visser en Bertus Modderkolk wederom een band te beginnen, dit keer met de naam Goed Goan. Ook Jos Schroer werd weer bij de band betrokken als sologitarist. Toen Martin Hoek bij een oefening kwam kijken, kwam het bandgevoel weer boven en besloot ook Martin weer bij de band te gaan. Toen na een tijdje Jos wederom weer voor een andere muziekstijl koos de band verliet, nam Martin de solopartijen weer over.

## Bezetting
- Peter Visser - Leadzang
- Berend van Beek - basgitaar & backing vocals
- Martin Hoek - sologitaar & backing vocals
- Marc Tool - gitaar
- Jan Bosch - drums

## Ex-leden
- Jos Schroer
- Bertus Modderkolk
- Berend van Beek
- Jerry Hutten
- Ronald Klein Bramel
- Gerwin Beuving

## Discografie
Singles
- 1996 t' Gruune Gres van Thuus
- 1998 Aosgieren
- 2007 Goed zat

Albums
- 2002 As de Brandweer
- 2006 Live in de Beemte